# Jorge D’Escragnolle Taunay
Jorge D’Escragnolle Taunay (* 15. Dezember 1917 in Rio de Janeiro; † 1996) war ein brasilianischer Diplomat.

## Leben
Jorge D’Escragnolle Taunay war der Sohn von Maria Antonieta de Castro Cerqueira de Taunay und Raul de Taunay. Er heiratete Mary Elizabeth d’Escragnolle Taunay. 1944 trat er als Assessor in Boston und New York City in den auswärtigen Dienst unter Oswaldo Aranha. Anschließend leitete er das Archiv des Außenministeriums.
In der zweiten Amtszeit von Getúlio Vargas war er Bürovorsteher des Außenministers, Sekretär des  Conselho de Imigração e Colonização (Einwanderungs- und Kolonisierungsbehörde) und saß im Conselho de Segurança Nacional (Sicherheitsrat). Er wurde in der Folge in Kopenhagen, Mexiko-Stadt, Buenos Aires und Lima beschäftigt. Zwischenzeitlich studierte Taunay am Rio Branco-Institut.
Von 1962 bis 1963 war er als Generalkonsul in Barcelona und von 1964 bis 1966 in Montevideo tätig. Anschließend wurde er vom 23. Februar 1966 bis zum 31. Juli 1969 als außerordentlicher Gesandter und Ministre plénipotentiaire in Kapstadt und Pretoria eingesetzt. Im Jahr 1974 wurde er zum Botschafter in Beirut berufen und war zeitgleich bis April 1977 auch bei der Regierung in Amman akkreditiert. Nach einer anschließenden Verwendung als Botschafter in Panama-Stadt bis 1983 wurde er von 1985 bis 1986 als Botschafter in Neu-Delhi und zeitgleich bei den Regierungen in Kathmandu und Colombo akkreditiert.